# Trương Đại Thiên
Trương Đại Thiên (張大千; Chang Ta-ch'ien; 10 tháng 5 năm 1899 - 2 tháng 4 năm 1983), ban đầu tên Trương Chính Tắc (張正則), sau đổi thành Trương Viện (張援), Trương Huyên (張諠), Trương Viên (张爰), tiểu danh là Quý (季), tự Quý Viên (季爰), pháp hiệu Đại Thiên (大千), biệt hiệu Đại Thiên Cư Sĩ (大千居士), Hạ lý cảng nhân (下里港人), trai danh Đại phong đường (大風堂) hay Đại phong khởi a (大風起兮),  là một trong những nghệ sĩ Trung Quốc nổi tiếng và phi thường nhất trong thế kỷ XX. Thơ, thư pháp và tranh của ông nổi tiếng cũng như các tác phẩm của Tề Bạch Thạch (齐白石) và Phu Tâm Dư (溥心畬) nên còn có câu "Nam Trương Bắc Tề" (南张北齐) hay "Nam Trương Bắc Phu" (南張北溥). Trương Đại Thiên, Hoàng Quân Bích (黃君璧) và Phu Tâm Dư được gọi là "Độ hải tam gia" (渡海三家). Trương Đại Thiên đã từng cùng những nhà hoạt động nghệ thuật nổi tiếng bấy giờ như Tề Bạch Thạch, Từ Bi Hồng (徐悲鸿), Hoàng Quân Bích, Hoàng Tân Hồng (黄宾虹), Phu Tâm Dư, Lang Tĩnh Sơn (郎靜山) và danh họa Tây Ban Nha Pablo Picasso trao đổi quan điểm nghệ thuật.

## Tiểu sử
Trương Đại Thiên là con thứ tám trong gia đình 12 người con. Cha ông - Trương Hoài Trung (張懷忠) tham gia chính trị và sau chuyển sang ngành muối, ông tiếp xúc với nghệ thuật qua mẹ của ông - Tăng Hữu Trinh (曾友貞) là một họa sĩ nổi tiếng đương thời. Ngoài Trương Đại Thiên, nhị ca của ông - Trương Dịch (張澤), còn có tên Trương Thiện Ma - 張善孖) có biệt hiệu "hổ si" (虎痴) vẽ hổ rất giỏi, chị gái ông là Trương Quỳnh Chi (張瓊枝) và em gái Trương Mẫn (張敏) cũng vẽ giỏi.
Năm 1925, khi đang sống cùng Trương Dịch ở số 1669 đường Tây Môn, Tô giới Pháp ở Thượng Hải, hai anh em sưu tập được bức tranh "Gia Cát Cẩn" của Trương Đại Phong đời nhà Minh. Nhân đó, cả hai lấy "Đại Phong đường" (大風堂) làm tên xưởng vẽ của họ. Nhân danh này, nhiều môn đệ đã được nhận và những đệ tử này sau đó được gọi là "Trường phái hội họa Đại Phong đường.
Mùa đông năm 1916, Trương Chính Tắc kết hôn với Tạ Thuấn Hoa, nhưng sau đó bà không may qua đời vì bệnh tật. Cảm thấy sự vô thường của cuộc sống, Chính Tắc đến chùa Tông Giang Thiền Định (松江禪定) xuất gia làm sư, lấy pháp hiệu là Đại Thiên. Nhị ca Trương Dịch bắt ông hoàn tục và theo lệnh của mẹ, Trương Đại Thiên kết hôn với Tăng Khánh Dung và có một cô con gái. Sau đó ông kết hôn với Hoàng Ngưng Tố và có bảy con trai, bốn con gái. Năm 1935, Trương Đại Thiên đến Bắc Bình và nhanh chóng gặp "tam tiểu thư" Dương Uyển Quân, sinh năm 1917 tại Bắc Bình. Từ năm 13 tuổi, cô đã đứng trên sân khấu hát "Kinh vận đại cổ" (京韵大鼓) và là một diễn viên dân gian nổi tiếng ở phía nam Bắc Bình. Một ngày tháng 10 năm 1935, Dương Uyển Quân và Trương Đại Thiên chính thức kết hôn, nhưng họ không có con. Năm 1949, Trương Đại Thiên 48 tuổi kết hôn với Từ Văn Ba, 18 tuổi, bạn học của con gái lớn Trương Tâm Thụy, làm vợ thứ tư và có hai con trai và hai con gái. Ngoài ra năm 1927, Trương Đại Thiên cũng có một người tình người Triều Tiên, Trì Xuân Hồng (池春红), xuất thân là một gái điếm, ông muốn lấy làm vợ lẽ nhưng cha mẹ phản đối. Năm 1939, Trì Xuân Hồng tự sát sau khi nổi dậy chống lại sự ép buộc làm Phụ nữ mua vui của quân Nhật Bản.
Sau khi Trương Đại Thiên chuyển đến Đài Loan, ông thường đến Nhật Bản để mua đồ dùng vẽ tranh hoặc gắn các bức tranh thư pháp, và ở lại Yokohama Mingyuan Kairakuen (Hoành Tân danh viên giai lạc viên/ 横滨名园偕乐园). Người chủ đã giới thiệu bà Yamada Himiko đến chăm sóc cuộc sống hàng ngày của Trương Đại Thiên. Yamada trẻ đẹp, phúc hậu, trong thơ ông đã miêu tả: "Thân liễn danh hoa tống thảo đường - Chân thành bạch phát ủng hồng trang - Tri quân hữu ý tùng quân tiếu - Tiếu lão cuồng nô lão cánh cuồng" (亲辇名花送草堂, 真成白发拥红妆; 知君有意从君笑,笑我狂奴老更狂). Sau đó, bất cứ khi nào Đại Thiên đến Nhật Bản, Yamada đều đi cùng ông, vợ của Đại Thiên là Từ Văn Ba cũng có mặt, không ngoại lệ và sống cùng ông trong một ngôi nhà.

## Niên biểu
Sinh ra ở Tứ Xuyên năm 1899.
Năm 1908, ông bắt đầu học hội họa.
Năm 1911, ông có thể vẽ phong cảnh, hoa lá, chim muông và các hình vẽ.
Năm 1916, ông bị bọn cướp bắt cóc trong một thời gian ngắn, sau này có thể đọc và viết khi nhìn thấy ông, và buộc ông phải trở thành sư phụ.
Năm 1918, ông học hội họa và nhuộm và dệt ở Kyoto, Nhật Bản với anh trai Trương Dịch.
Năm 1919, ông trở về Thượng Hải để thờ Tăng Hy (曾熙) làm thầy của mình, Tăng Hy đặt tên cho ông là Viên ("蝯"). Sau cái chết của vị hôn thê Tạ Thuấn Hoa, ông xuất gia tại chùa Tông Giang thiền định, Phật hiệu Đại Thiên. Sau đó, ông đến chùa Quán Tôn (观宗) ở Ninh Ba, tỉnh Chiết Giang, chùa Linh Ẩn ở Hàng Châu, và nơi ở cũ của Hoàng Nguyên Tú (黃元秀) "Phóng lư (放廬)". Vào tháng 3, ông bị nhị ca Trương Dịch bắt phải hoàn tục và được lệnh của mẹ ông trở về Tứ Xuyên để kết hôn với Tăng Khánh Dung. Kết hôn xong ông trở lại Thượng Hải để học thầy Lý Thụy Thanh, ảnh hưởng sâu sắc bởi hai vị đại sư về thư pháp cuối thời nhà Thanh, Thạch Đào (石涛) và Bát đại sơn nhân (八大山人) - cháu trai 9 đời của Ninh Hiến Vương Chu Quyền, cháu 7 đời của Dặc Dương Vinh Trang Vương Chu Điện Hám triều Minh. Ở Thượng Hải có kiến thức Ngô Xương Thạc (吳昌碩), Hoàng Tân Hồng, Vương Chấn, Phùng Siêu Nhiên (冯超然), Ngô Quan Đại (吳觀岱), Ngô Trừng (吴征), Ngô Hồ Phàm (吴湖帆), Trịnh Ngọ Xương (鄭午昌), v.v.
Năm 1924, ông tổ chức triển lãm cá nhân đầu tiên của mình tại Thượng Hải.
Năm 1931, cùng với một người anh Trương Dịch thay mặt Trung Quốc trong triển lãm nghệ thuật ở Nhật Bản.
Năm 1932, ông chuyển đến Tô Châu " Đại sư của Võng Sư Viên".
Năm 1933, theo lời mời của La Gia Luân (羅家倫), Hiệu trưởng Đại học Trung ương Quốc gia, và Từ Bi Hồng, Giám đốc Sở Nghệ thuật, trở thành giáo sư của Khoa Nghệ thuật CUHK. Ông từ chức vào năm sau.
Năm 1938, ông trở lại Tứ Xuyên qua Thượng Hải và Hồng Kông, sống trong Thượng Thanh cung (上清宮) trên núi Thanh Thành, và sao chép các di tích hội họa nổi tiếng của hai triều đại nhà Tống và nhà Nguyên.
Năm 1940, ông đến Đôn Hoàng để sao chép các bức tranh tường của các triều đại đã qua (2 năm 7 tháng), tổng cộng 276 bản đã được sao chép, và các Hang động Mạc Cao đã được đánh số lại.
Năm 1943, xuất bản "Đại Phong đường bản sao tranh tường Đôn Hoàng ".
Năm 1947, ông cùng với Nhan Văn Lương (顏文樑), Ngô Trừng, Ngô Hồ Phàm và những người khác tham gia vào việc chuẩn bị cho Bảo tàng Nghệ thuật Thượng Hải.
Sau chiến thắng của Chiến tranh chống Nhật, ông liên tiếp tổ chức các cuộc triển lãm tranh ở Paris (Pháp), London (Anh), Genève (Thụy Sĩ) và nhiều nơi khác nhau ở Trung Quốc.
Năm 1949, sau thất bại của Quốc dân Đảng, ông tị nạn ở Hồng Kông và đến thăm Đài Loan.
Năm 1950, theo lời mời của Hiệp hội Nghệ thuật Ấn Độ, ông đến New Delhi để tổ chức triển lãm tranh và ở lại Darjeeling, Ấn Độ, trong thời gian đó, ông đã đến Chùa hang Ajanta để sao chép các bức tranh tường và so sánh chúng với hang động ở Đôn Hoàng. Trong thời gian ông ở Ấn Độ, các tác phẩm được vẽ bằng bút lông tỉ mỉ và viết "Bài thơ Darjeeling".
Năm 1951, ông trở lại Hồng Kông. Chuyển đến Argentina ở Nam Mỹ vào năm sau.
Năm 1953, ông chuyển đến São Paulo và Mogi das Cruzes, Brazil, và mua 150 mẫu đất để xây dựng một trang viên kiểu Trung Quốc với tên "Vườn Bát Đức" (八德園).
Năm 1955, bộ sưu tập tranh của ông được xuất bản tại Tokyo, Nhật Bản và xuất bản 4 tập "Những địa điểm nổi tiếng của Đại Phong đường".
Năm 1956, đến Pháp để gặp gỡ bậc thầy lập thể người Tây Ban Nha Pablo Picasso. Ông bắt đầu áp dụng các khái niệm của chủ nghĩa Lập thể phương Tây vào nghệ thuật vẽ mực truyền thống của Trung Quốc, và phát triển phong cách phun mực và phong cảnh.
Năm 1958, bức tranh vẽ tay tự do "Thu Hải Đường" (秋海棠) của ông được Hiệp hội Nghệ thuật Quốc tế New York chọn là họa sĩ lớn của thế giới và đoạt huy chương vàng. Kể từ đó, triển lãm đã được tổ chức tại Pháp, Bỉ, Hy Lạp, Tây Ban Nha, Thụy Sĩ, Singapore, Thái Lan, Đức, Anh, Brazil, Hoa Kỳ và Hồng Kông.
Năm 1969, ông chuyển đến "Hoàn Tất Am" (環篳庵) ở San Francisco, Hoa Kỳ. Khoảng thời gian sinh sống ở Mỹ là thời kỳ hoàng kim của sự sáng tạo của Trương Đại Thiên.
Năm 1970, ông thường tổ chức các cuộc triển lãm tranh tại Bảo tàng Lịch sử Quốc gia Đài Bắc và tặng 108 bức tranh cho bảo tàng.
Năm 1972, một cuộc triển lãm hồi tưởng 40 năm được tổ chức tại San Francisco, Hoa Kỳ.
Năm 1974, ông nhận bằng tiến sĩ danh dự về khoa học nhân văn tại Đại học California Pacific.
Năm 1977, ông trở về Đài Loan và định cư tại "Ma Gia Tinh Xá" (摩耶精舍) ở Ngoại Song Khê, thành phố Đài Bắc.
Năm 1979, lúc 81 tuổi, ông viết một cuốn sách của chính mình: "Độc tự thành thiên cổ, du nhiên ký nhất khiêu", đó là một dòng trạng thái khá tâm trạng.
Năm 1982, ông được Tổng thống Trung Hoa Dân Quốc Tưởng Kinh Quốc trao tặng Huân chương Trung Chính.
Năm 1983, ông hoàn thành bức tranh cuối cùng của đời mình, "Lư Sơn đồ" (廬山圖). Vào ngày 2 tháng 4, ông qua đời tại Đài Bắc do một cơn đau tim tái phát, và tro cốt của ông được chôn dưới phiến đá Mai Khiêu ở hậu viện của Ma Gia Tinh Xá. Vào tháng 10 cùng năm, gia đình ông đã tặng lại nơi ở cũ của ông ở Đài Bắc cho Bảo tàng Cố cung Quốc gia để thành lập "Nhà tưởng niệm Trương Đại Thiên tiên sinh".
Năm 1998, Bảo tàng Cố cung Quốc gia đã tổ chức "Triển lãm chung tranh của Trương Đại Thiên và Picasso".
Năm 2009, Bảo tàng Lịch sử Quốc gia đã tổ chức "Triển lãm đặc biệt 110-Thư pháp và Tranh tưởng niệm Trương Đại Thiên".
Ngày 17 tháng 5 năm 2010, tại Bắc Kinh China Guardian 2010 Spring Auction được tổ chức trên tranh và thư pháp hiện đại và đương đại, bức tranh lụa khổng lồ của Trương Đại Thiên mang tên "Ái Ngân Hồ" Sau gần 60 lần trả giá cho Nhất Ức Linh với giá 2,8 triệu NDT. Đây là lần đầu tiên hội họa và thư pháp hiện đại của Trung Quốc vượt mốc 1 triệu NDT. "Ái Ngân Hồ" là một bức tranh khổng lồ với những mảng màu được vẽ năm 1968, rộng 76,2 cm và dài 264,2 cm. Bức tranh mô tả cảnh hồ Aachen ở Đức.
Vào ngày 10 tháng 5 năm 2011, để kỷ niệm sinh nhật lần thứ 112 của Trương Đại Thiên, phiên bản tiếng Trung của biểu tượng Doodle trên trang chủ của Google đã được đổi thành bức tranh hoa sen của Trương Đại Thiên.
Vào ngày 21 tháng 1 năm 2013, một kiệt tác "bát thể sơn thủy" của Trương Đại Thiên đã được bán với giá 2,5 triệu NDT trong bức tranh và thư pháp đặc biệt của cuộc đấu giá lễ hội mùa xuân Hàn Đức ở Tế Nam, Sơn Đông, phá vỡ cuộc đấu giá tranh trước đó. Đồng thời, nó thiết lập một đỉnh cao mới cho hội họa và thư pháp Trung Quốc.
Vào ngày 1 tháng 4 năm 2019, Bảo tàng Cố cung Quốc gia đã tổ chức "Triển lãm Tưởng niệm 120 năm Hình bóng của một Đại sư phụ-Trương Đại Thiên". Con gái lớn Trương Tâm Thụy, con trai Trương Tâm Trừng và con gái Trương Tâm Thanh đã tham dự buổi họp báo khai mạc.